# Шереметев, Василий Сергеевич
 Василий Серге́евич Шереме́тев  (1752—1831) — генерал-майор, правитель Изяславской (Волынской) губернии из нетитулованной ветви рода Шереметевых. Владелец усадьбы в селе Юрино.

## Биография
Василий Сергеевич был единственным сыном  капитана гвардии Сергея Васильевича Шереметева (ум. 1773) и княжны Натальи Яковлевны Голицыной. По линии отца — внук генерал-майора Василия Петровича Шереметева, брата знаменитого фельдмаршала графа Бориса Петровича.
Начал службу в 1766 году. Будучи корнетом, в 1772 году вместе с графом Н. П. Шереметевым совершил своё первое заграничное путешествие, где слушал лекции в университетах. После смерти отца вернулся в Россию и проживал в Петербурге. В 1778 году снова уехал за границу. В 1779 году был произведен в ротмистры Конной гвардии. 21 апреля 1784 года  переведен полковником в армию. Служил в Полтавском легкоконном полку. Принимал участие в Русско-турецкой войне и был при осаде Очакова. В 1789 году принимал участие в штурме замка Хаджибей и взятии Бендерской крепости. В 1790 году под Килией получил ранение в ногу. Л. Н. Энгельгардт в своих записках писал, что бригадир Шереметев был «ранен легко в ногу, но не мог служить».
Произведенный в 1791 году в генерал-майоры, Шереметев два года спустя был пожалован в премьер-майоры легко-конного Полтавского полка и награждён орденом св. Анны 1-й степени. В следующем году он был назначен правителем (губернатором) Изяславской губернии и получил орден св. Владимира 2-й степени. Прослужив в должности правителя Изяславской губернии 1½ года, Шереметев вышел в отставку, но в 1796 году снова поступил на службу и был назначен правителем Волынской губернии. При Павле I был вынужден подать прошение об отставке и 30 сентября 1797 году был исключен со службы. Проживал в своём имении Богородском и занимался хозяйством. По словам князя И. М. Долгорукова, Шереметев жил с «барской пышностью, за столом у него собиралось человек 40, гостей никого. Одна семья, и разнородные и иностранцы наполняли всю компанию».
После смерти графа Н. П. Шереметева занимался открытием Странноприимного дома и состоял его попечителем. В 1812 году был избран одним из директоров московского Благородного Собрания. Позже жил в Петербурге в своём доме на Литейном, который держал открытым ежедневно. Будучи на 18 лет старше супруги, Шереметев пережил её, но не надолго. По свидетельству дочери, он не мог пережить горя и ему казалось, что она ещё жива и ему слышались её шаги в комнатах. Скончался через шесть месяцев в феврале 1831 года в имении Богородском и был похоронен там же под алтарём Успенской церкви рядом с женой.

## Брак и дети
В 1792 году Василий Сергеевич женился на Татьяне (Матрёне) Ивановне, урождённой Марченко (1770—1830), которая была дочерью небогатого полтавского майора. Этот брак наделал много шума в свете. Н. Н. Бантыш-Каменский писал князю Куракину: 
Противны вам, как вижу из письма от 23 октября, две свадьбы Шереметева и Новосильцева. Но первая извинительна. Может быть, он не хотел делать параду из своей жены: полтавка может быть ему вернее, послушнее и неразорительнее. Когда цари наши разделяли ложе своё с пленницами, велико ли, когда подданные их брачатся с мещанками, в добронравии воспитанными? Свет ныне так испорчен, что, может быть, потомки наши будут себе искать невест в Камчатке. Шереметева уже здесь: все её хвалят, да кто же? Женщины и девы. Все отдают ей справедливость. Одно только наречие её дико, но в прекрасных устах..
Однако, этот союз был счастливым. Василий Сергеевич писал графу Николаю Петровичу Шереметеву: «Женитьба, положение переменяющая, дала и чувства иные, перетворяет мысли, словом, более побуждает рассуждать основательно, показывая и будущее, паче когда женою счастлив, а тем и родившееся от неё драгоценнее…». Татьяну Ивановну хорошо знал доктор Рейнгольд, который всегда рассказывал, что однажды руку её принял за ногу выше колена, так она была тучна. Супруги имели 6 детей:

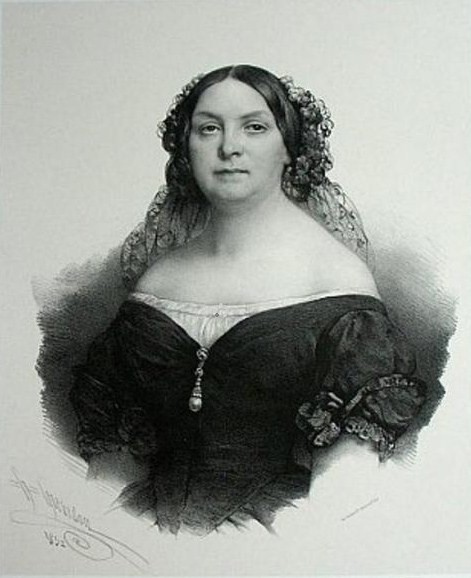
Наталья Обрескова, дочь

- Сергей Васильевич (1792—1866) — генерал-майор, не был женат, но от крестьянки Надежды Зайцевой имел четверых воспитанников, получивших фамилию Сергеевых;
- Василий Васильевич (1794—1817) — штаб-ротмистр Кавалергардского полка, участник знаменитой «четверной дуэли», женат не был и потомства не оставил;
- Наталья Васильевна (1795—1865) — в 1818 году в церкви св. Троицы в Странноприимном доме в Москве вышла замуж за тайного советника Дмитрия Михайловича Обрескова (1790—1864). Прожив с женой 12 лет, он оставил её и пятерых детей ради жены сенатора Бобятинского, которая являлась родной сестрой графини Т. Шуваловой[7];
- Пётр Васильевич (1799—1837) — женат на Елизавете Соломоновне Мартыновой (1812—1891), сестре Н. С. Мартынова;
- Юлия Васильевна (1800—1862) — супруга Василия Александровича Шереметева (1796—1862);
- Николай Васильевич (1804—1849) — декабрист, женат не был и потомства не оставил.